# أرنور سيغوردسون
أرنور سيغوردسون (بالآيسلندية: Arnór Sigurðsson)‏ هو لاعب كرة قدم آيسلندي في مركز الوسط ولد في يوم 15 مايو 1999 في مدينة أكرانيس في أيسلندا، يلعب حالياً مع نادي سسكا موسكو في روسيا وسبق له اللعب مع نادي ابروتاباندلاج أكرانيس في آيسلندا ونادي نوركوبنغ، في سنة 2018 بدأ باللعب مع منتخب آيسلندا لكرة القدم ويبلغ طوله 177 سم.

## روابط خارجية
- أرنور سيغوردسون على موقع الاتحاد الدولي (مؤرشف)  (الإنجليزية)
- أرنور سيغوردسون على موقع الاتحاد الأوربي (الإنجليزية)
- أرنور سيغوردسون على موقع اتحاد السويد (السويدية)
- أرنور سيغوردسون على موقع قاعدة بيانات كرة القدم.إي يو (الإنجليزية)
- أرنور سيغوردسون على موقع ناشيونال فوتبول تيمز (الإنجليزية)
- أرنور سيغوردسون على موقع Soccerway.com (الإنجليزية)
- أرنور سيغوردسون على موقع عالم كرة القدم.نت (الإنجليزية)